# Topaskolibri
Topaskolibri (Chrysolampis mosquitus) är en fågel i familjen kolibrier.

## Utseende och läte
Topaskolibrin är en liten kolibri med kort och något nedåtböjd näbb. Hanens dräkt är omisskännlig, med guldglittrande strupe, rubinröd hjässa och orangefärgad stjärt med mörka spetsar. Honan är svårare att artbestämma, men känns igen på ljusgrå undersida, vitspetsade stjärtpennor och matt grågrön ovansida. 

## Utbredning och systematik
Arten är den enda i släktet Chrysolampis. Fågeln förekommer från tropiska östra Panama till Colombia, Venezuela, östra Bolivia och Brasilien. Den behandlas som monotypisk, det vill säga att den inte delas in i några underarter.

## Levnadssätt
Topaskolibrin hittas i öppna miljöer, som savann och skogsbryn, där den är en rätt vanlig fågel. Den kan också ses i trädgårdar.

## Status
Arten har ett stort utbredningsområde och internationella naturvårdsunionen IUCN kategoriserar arten som livskraftig. Beståndsutvecklingen är dock oklar.

## Bilder

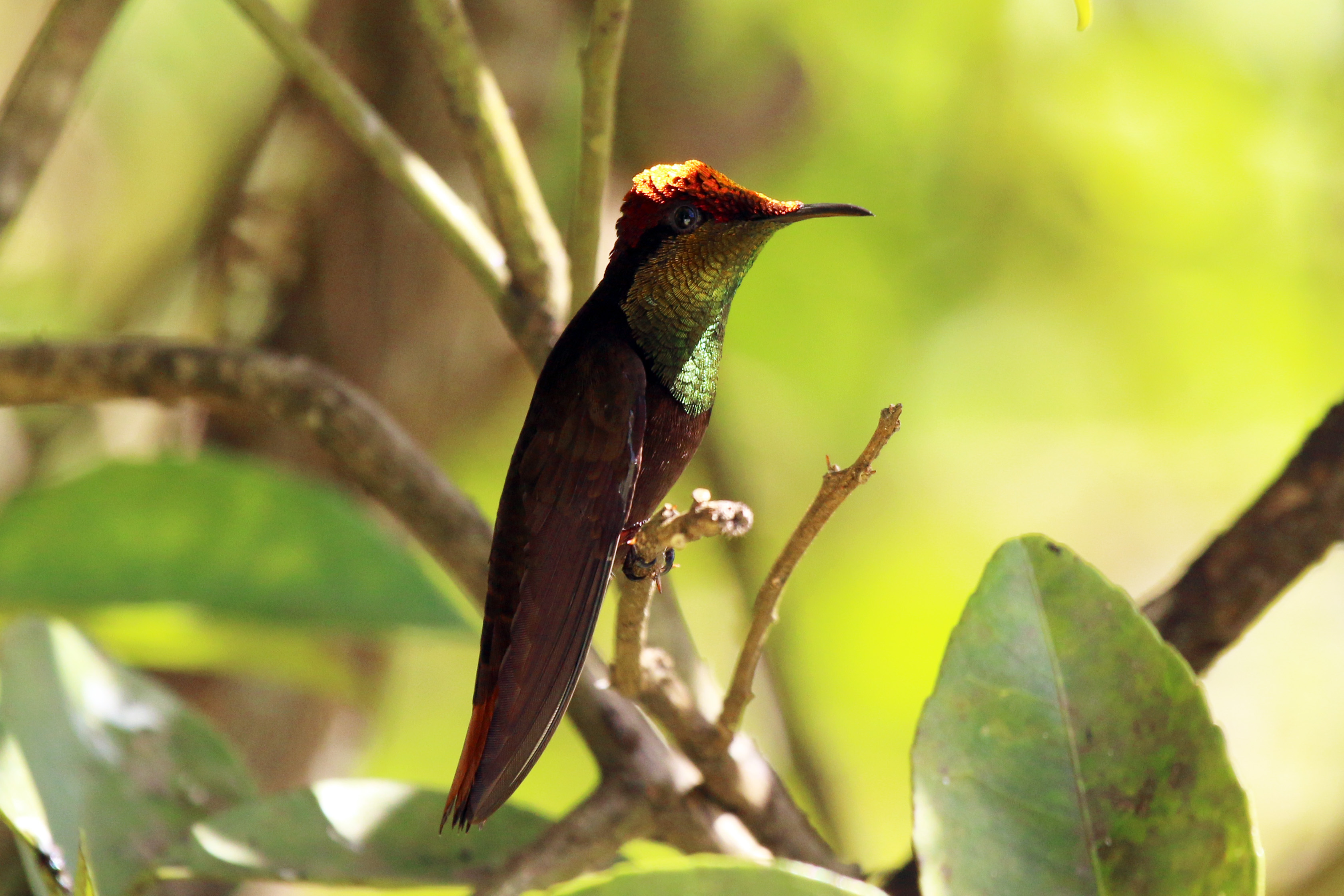
Hane, Tobago
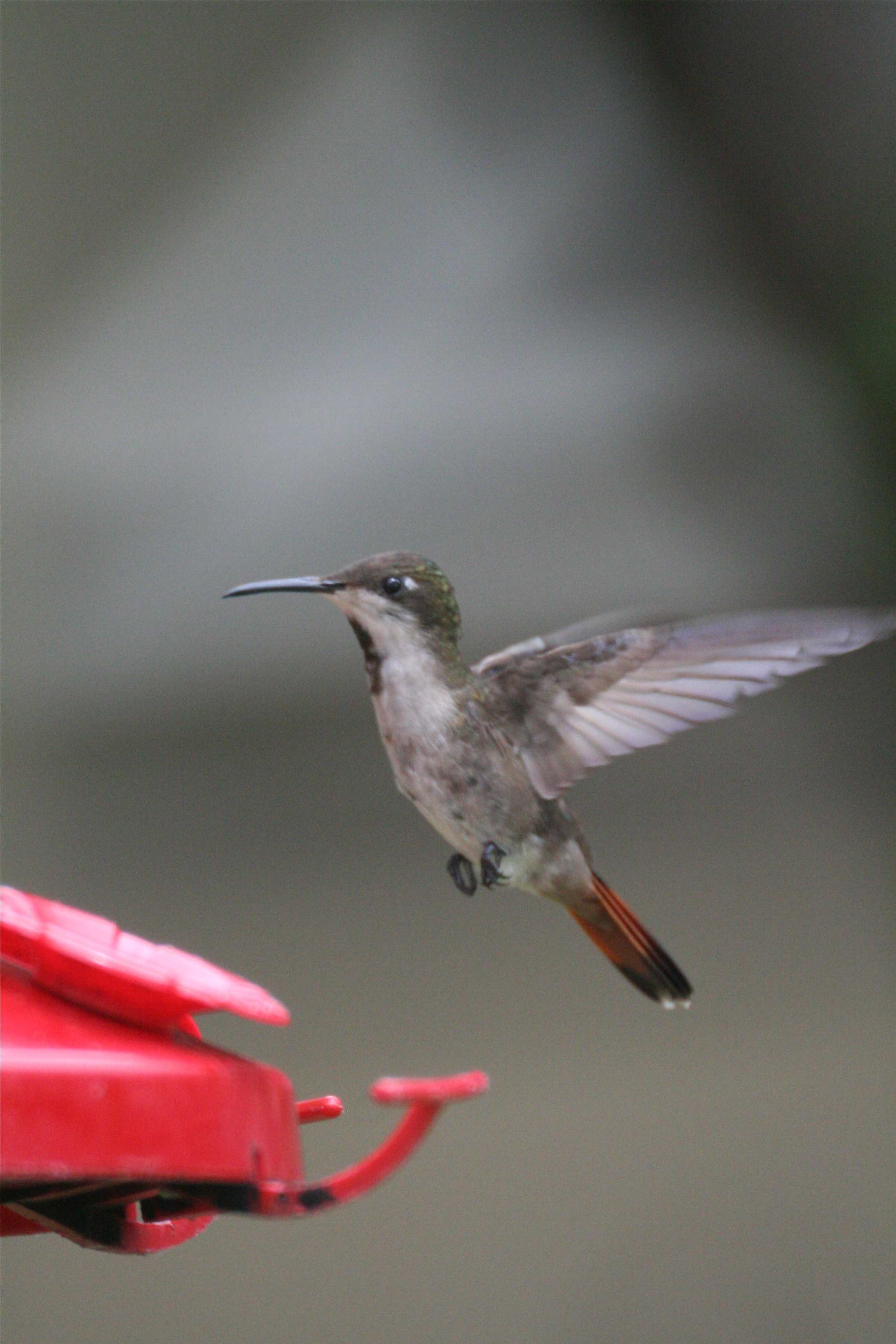
Hona
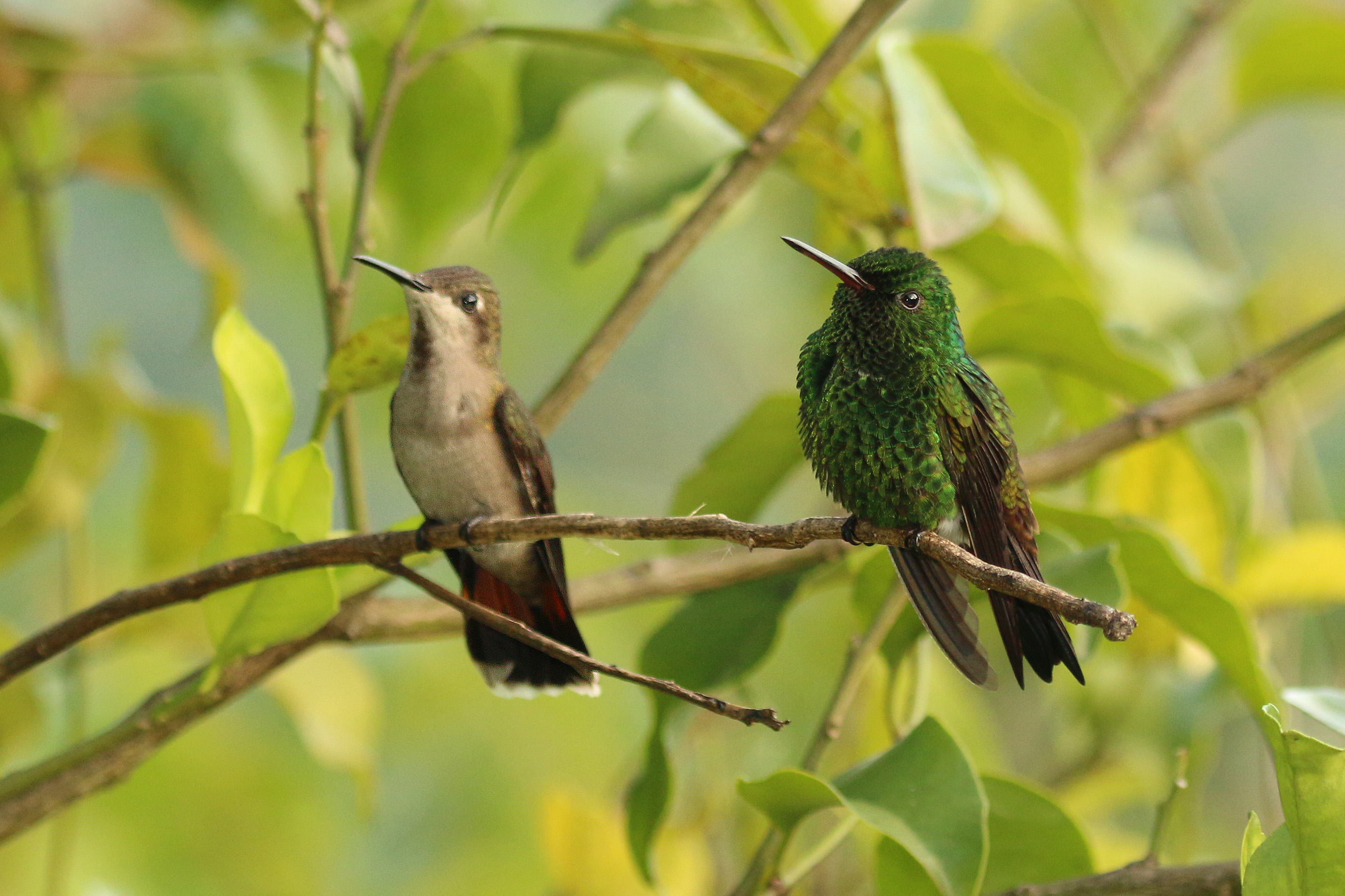
Hona, Tobago
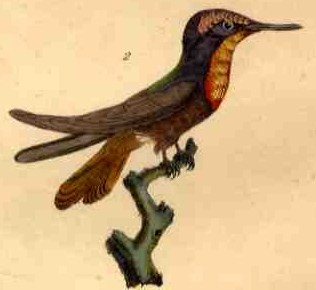
Hane tecknad av Georges-Louis Leclerc de Buffon (1707-1788)